# Christoph Mendel von Steinfels
Christoph Mendel von Steinfels († 1508) (* Steinfels † Ingolstadt, 4 de Maio de 1508) foi jurista, Bispo do lago Chiem, nomeado em 5 de Agosto de 1502 e primeiro reitor da Universidade de Ingolstadt, eleito um mês após a sua fundação, em 25 de Julho de 1472.